# 大岡越前 (2013年のテレビドラマ)
『大岡越前』（おおおかえちぜん）は、NHK BSプレミアムにて2013年から放送されている日本の連続テレビ時代劇シリーズ。主演は東山紀之。第1作『大岡越前』が「スペシャル時代劇」として2013年3月30日から2014年1月24日まで放送された。全9回。

## 概要
1970年から1999年と、2006年にTBS系列で放送されたナショナル劇場『大岡越前』（主演：加藤剛）のリブートで、制作も同作品の版権を保有しており、TBS時代も製作を行なっていたC.A.Lが行う。また、タイトルの題字・主題歌・音楽はTBS時代と同じものが使用され、放送される内容も、過去に放送したものを参考にして新たに書き起こされている。
第1作『大岡越前』は、3部に分けて放送された。放送日時は、第1回から第6回は2013年3月 - 4月（第1回から第3回）および6月（第4回から第6回）の毎週土曜日20時 - 20時43分（初回のみ20時 - 20時59分）、第7回から最終回は「BS時代劇」枠にて2014年1月の毎週金曜日20時 - 20時43分、日曜日18時45分 - 19時28分（再放送）。
2014年10月3日から12月5日まで、続編として『大岡越前2』（全10回）が放送された。
2016年1月15日から3月4日まで、第3シリーズ『大岡越前3』（全8話）が放送された。
2017年1月3日、BS新春時代劇『大岡越前スペシャル 「白洲に咲いた真実」』が放送された。本作にはTBS版『大岡越前』で主演した加藤剛がゲスト出演し、新旧の大岡越前の共演となった。
2018年1月12日から3月2日まで、第4シリーズ『大岡越前4』（全8回）がNHK BSプレミアムの「BS時代劇」枠にて放送された。
2019年1月4日、2019年『大岡越前スペシャル 〜親子をつなぐ名裁き〜』が放送された。
2020年1月10日から2月21日まで、第5シリーズ『大岡越前5』（全7回）がNHK BSプレミアム「BS時代劇」枠にて放送された。同年1月8日から2月19日まで、NHK BS4Kにて先行放送された。
2021年1月1日、『大岡越前スペシャル 〜初春に散る影法師〜』が放送された。
2022年5月13日から、第6シリーズ『大岡越前6』がNHK BSプレミアム「BS時代劇」枠にて放送された。
2024年6月23日から8月11日まで、第7シリーズ『大岡越前7』（全8回）がNHK BS/NHK BSプレミアム4K「BS時代劇」枠にて放送された。本シーズンから、主演は高橋克典。
2025年6月8日から7月27日まで、第8シリーズ『大岡越前8』（全8回）が放送された。

## あらすじ
2013年度「スペシャル時代劇」として放送された第1期は、連続9回を3回ずつ×3期に分けたシリーズ番組として放送（その後第6話までを金曜時代劇でアンコール放送され、そのまま第3部へつないだため実質レギュラー放送化）されたため、それぞれ「第1・2・3部」などと呼称していたが、2014年度以降、続編が制作・放送されたため、それぞれ年度ごとにまとめる。

### 第1期（2013年度）『大岡越前』
紀伊大納言・徳川吉宗が8代将軍となった享保元年、伊勢山田奉行を務める直参旗本・大岡能登守忠相に、山田奉行解任と江戸出府が命ぜられる。4年前、忠相は殺生禁断の地・勢州阿漕ヶ浦で密漁していた吉宗を断罪し、捕らえたことがあった。江戸を久々に訪れた忠相は家族や幼馴染らに迎え入れられるが、事情が事情だけに、そこには重苦しい空気が漂っていた。登城を命じられ、吉宗と忠相は4年ぶりの対面を果たす。4年前の沙汰について忠相に詰め寄る吉宗だったが、己を枉げない忠相の発言に納得し江戸町奉行にした。その後、吉宗の目の前で、許嫁の吉本作左ヱ門の娘・雪絵と結婚した。日々の人情味あふれる大岡裁きで江戸市中の人々の評判は上がる一方であった。

### 第2期（2014年度）『大岡越前2』
大岡忠相は鋭い観察力で悪人達からは恐れられ、また日々の人情味あふれる大岡裁きで町民たちからは名奉行として慕われている。江戸市中の火事の対策のため、鳶の伊三郎や親友の榊原伊織の協力と将軍・徳川吉宗の強い意思により「町火消」を創設した。また、忠相の山田奉行時代の因縁に関する事件が発生したり、忠高の屋敷の雨漏りに端を発した因業大家への戒め、幾世餅の騒動をめぐって商いの本道を説くなど、忠相の裁きは多様になった。そして、吉宗の倹約令に反して贅沢・華美な政策をとった尾張大納言宗春には、南町奉行所一同白装束を着て尾張藩上屋敷に向かい、吉宗と宗春の「天下の果し合い」実現に奔走した。

### 第3期（2016年度）『大岡越前3』
大岡忠相は、家族や友人、部下たちに支えられ、江戸町人たちからは名奉行として慕われている。将軍吉宗が江戸市中を徘徊していた折、岡っ引・小者の横暴を見て、北・南町両奉行に岡っ引・小者の廃止を命じるが、忠相らの奮闘によりこれを撤回させることになった。また、元罪人の善行の意図を汲み情状酌量を考慮した人情味あふれる裁きや、地蔵を捕縛することによって真犯人を見つけ出す知恵などで江戸市中の人々を魅了した。そして、管轄の違う僧侶の不正に対しては、組織の体面を考慮しつつも縦割りの弊害や陰謀に鋭くメスを入れるべく、公事上聴という機知のある対応を考え、幕閣内においても信頼が高まっていった。

### スペシャル（2017年BS新春時代劇）『大岡越前スペシャル 「白洲に咲いた真実」』
ある年の正月、祭りで賑わう参道を忠相と雪絵が歩いていると、老浪人がスリの利き手を斬ったところを見かける。その後、土手の下で惨殺死体が発見された。見物人の中に先ほどの浪人・風間五郎左衛門の姿があり、その視線に片瀬堅太郎は何かを感じる。惨殺遺体は上原家の家中・勘定方の高畑六助で犯人は同じ家中で最近放逐された雨宮治三郎。この治三郎は父親の仇である風間五郎左衛門を追う身であった。五郎左衛門は23年前、主席家老の命で江戸詰め次席家老のお家の金の横領に関する証拠をつかむため、屋敷に忍び入ったところを治三郎の父に見つかり、やむなく斬ったのだ。今回の事件に、23年前から続くお家の複雑な事情を感じる忠相。するとある日突然「高畑六助を斬ったのは私だ」と五郎左衛門が現れる。事件の真相は？そして忠相は五郎左衛門をどう裁くのか？

### スペシャル（2019年）『大岡越前スペシャル 〜親子をつなぐ名裁き〜』
忠相の長男・求次郎は早くも五歳になり、袴着の祝いを迎えていた。その頃、江戸市中では「大岡さまが町奉行を辞める？！」との噂が飛び交っていた。真相は、吉宗から忠相に武蔵野の新田開発という新たな命が下ったのだ。忠相は、農政は素人ながら潔く引き受け、浪人姿に身をやつし、同心・片瀬堅太郎と岡っ引きの勘太を供に、武蔵野検分の忍び旅に赴いた。その旅先で、偏屈だが筋の通った名主の川野平左衛門を見出す。忠相不在の江戸では、求次郎の誘拐事件が起こり、留守を守る雪絵は気丈に振舞いつつも心配で胸が張り裂けそうな時を過ごす。ある女が、生き別れの我が子と間違えて求次郎を連れ去ったのだ。しかし、女の情夫が、忠相によって獄門台に送られた兇賊一味の残党だったことから、事態は思わぬ方向へと動き出す。 

### 第5期（2019年度）『大岡越前5』
権勢をほしいままにし、忠相を敵視する老中・松平左近将監の意を受け、北町奉行となった伊生正武は、忠相への激しい対抗心を燃やす。また、忠相の息子・求次郎は七歳となり、我が子との関わりの中で忠相の家庭人としての顔がより一層際立つ。

### スペシャル（2021年）『大岡越前スペシャル 〜初春に散る影法師〜』
正月の吉原。花魁道中を見物に出かけた岡っ引きたちが忠相を見かけ、噂に。その後、連続人斬り事件が発生するが、目撃者から忠相が下手人と名指しされる。その頃、老中の松平左近将監は北町奉行の伊生に人斬り事件の下手人探しを命じていた。一連の殺しは松平家への恨みが原因であり、家老の黒崎監物が次に狙われるという。

### スペシャル（2023年）『大岡越前スペシャル 〜大波乱！宿命の白洲〜』
赤穂浪士討ち入りから二十数年、その事件の亡霊が忠相に襲い掛かる。評判の良い町医者と妻が斬殺され、その下男が下手人として捕まった。吉良邸に討ち入りした赤穂侍にまつわる哀しい人間模様がこの一件に深く関わっていると気づいた忠相。はたして名奉行はどのような裁きを下すのか？

## オリジナルとの相違点
- 話数が限られているため、雪絵とは既に許嫁の関係（オリジナルは、大岡忠高と親しい付き合いをしていた南町奉行同心・村上源次郎の娘千歳と許嫁の関係にあったが、千歳が病死。瓜二つの雪絵（吉本作左ヱ門の養女）と町で遭遇し、結婚に至る）。
- 村上源次郎は本作では忠相と伊勢山田まで同行し南町奉行同心となるが、オリジナルは、南町奉行の定廻り同心であり、辰三とともに、身分を越えて大岡忠高と親しい間柄にあって、忠相が子供の頃は子守などをしたこともある（それゆえ「若」と呼ぶ）。
- 榊原伊織は、本作では幼馴染みの関係だが、オリジナルでは伊勢山田奉行時代に知り合い、忠相の江戸出府の際に同行した。

## 登場人物

### 南町奉行所
大岡忠相
演 - 東山紀之（第1期 - 2023年スペシャル）→高橋克典（第7期 - ）
南町奉行。越前守。権力に与しない清廉潔白な人柄で、伊勢山田奉行時代には、殺生が禁じられた海で釣りをしていた当時紀州藩主だった吉宗を捕えた。このことがきっかけで吉宗が八代将軍に就任した際、江戸町奉行に任命する。
村上源次郎
演 - 高橋長英
南町奉行所同心。伊勢山田奉行時代から忠相に仕えており、忠相のことを「若」と呼ぶ。第7期第5話で御役御免を願い出て四国巡礼に旅立つが、最終話で忠相の命により同心に復帰する。
第8期では、同心を退職し大岡家に用人として仕える。
橋田孫兵ヱ
演 - 木谷邦臣（第1期 - 第4期）、伊庭剛（第5期 - ）
南町奉行所与力。
神山左門
演 - 嶋田久作（第8期 - ）
南町奉行所与力。北町奉行所から南町奉行所に移ってきた。子どもの頃、両親を悪人に殺され、忠相の父・忠高の斡旋で神山家へ養子入りした過去を持つ。
田所新八
演 - 寺島進
南町奉行所同心。別名「仏の新八」。
片瀬堅太郎
演 - 加藤頼
南町奉行所同心。
立花喬之助
演 - 黒川英二
南町奉行所同心。
筧甚内
演 - 金山一彦
南町奉行所同心。
相良大介
演 - 室龍太
南町奉行所新米同心（2021年スペシャル - 2023年スペシャル）。
北島駿介
演 - 財木琢磨
南町奉行所同心（第7期 - ）。
勘太
演 - 柄本時生
岡っ引き。
辰三
演 - 石井正則
岡っ引き。非番の際は子吉とともに鋳掛屋をやっている（第3期第4話）。
為吉
演 - 加瀬信行
岡っ引き。
子吉
演 - 山崎裕太
下っ引き。非番の際は辰三とともに鋳掛屋をやっていることが分かる（第3期第4話）。

### 忠相の関係者
榊原伊織
演 - 勝村政信
蘭方医。忠相の幼なじみ。吉宗の命で小石川養生所の長となる（第1期第5話）。
第4シリーズで長崎に留学したが、2019年スペシャルで江戸に戻る。
結城新三郎
演 - 寺脇康文
蘭方医。長崎に留学した榊原伊織の後任（第4期 - ）。
雪絵
演 - 国仲涼子（第1期、第2期）→ミムラ、美村里江（第3期 - ）
忠相の許嫁、のち妻。第1期第4話にて、吉宗の仲人のもと忠相と結婚した。
求次郎
演 - 齋藤絢永（2019年スペシャル）→吉田隼（第5期 - 2021年スペシャル）→石田星空（第6期）、柊木陽太（2023年スペシャル - 第7期）→山﨑一輝（第8期 - ）
忠相の長男。
千春
演 - 原田夏希
源次郎の娘。伊織の仕事を手伝い、第1期第5話以降は、主に養生所で働いている（第1期 - 第2期）。
大岡妙
演 - 松原智恵子
忠相の母。
吉本作左ヱ門
演 - 加藤武（第1期、第2期）→寺田農（第3期 - 2023年スペシャル）
雪絵の父。
大岡忠高
演 - 津川雅彦（第1期 - 第4期）
忠相の父。
第5期第1話にて、亡くなって数か月であることが語られる。
お花
演 - 滝裕可里（第1期）→市山京香（第2期）→清川千里（第3期 - 第4期）→加弥乃→中村加弥乃（2019年スペシャル - ）
大岡家の奉公人。
おいね
演 - 由夏
養生所で働いている（第4期 - ）。

### 北町奉行所
伊生正武
演 - 高橋光臣（第5期 - ）
第5期で老中首座松平乗邑の肝煎りで北町奉行に就任。
モデルは史実で北町奉行を務めた稲生正武だと思われる。
神崎五郎次
演 - 中本賢（第4期第2回）
北町奉行所同心。
鴨田十蔵
演 - 山口馬木也（第5期）
北町奉行所同心。

### 江戸幕府
徳川吉宗
演 - 平岳大（第1期 - 第5期）、椎名桔平（第6期 - 2023年スペシャル）、徳重聡（第7期 - ）
八代将軍。忠相を南町奉行に任命する。お忍びで市中を歩き回ることがあり、その度に忠相にたしなめられている。
水野和泉守忠之
演 - 渋谷哲平（第1期 - 第5期）
老中。第5期第3話において、吉宗の二男宗武から松平乗邑に宛てた密書を奪おうとした。密書を持った奥女中を刺客に殺させたことが露見して老中を辞職した。
松平和泉守乗邑→松平左近将監乗邑
演 - 田村亮
老中首座（2019年スペシャル - ）。
土屋相模守政直
演 - 鈴木林蔵
老中。
戸田山城守忠真
演 - 大竹修造
老中。
安藤対馬守重行
演 - 佐々木勝彦（第3期）、田中健（第6期）
老中。第6期最終回において、薬種問屋から賂を受け取り私腹を肥やしていたことが露見して吉宗の怒りに触れ、罷免の上切腹を命じられた。
酒井讃岐守
演 - 堤大二郎（第6期 - ）
老中。
朝倉播磨守利房
演 - 勝野洋 （第4期）
老中。将軍への上納品である初物の松茸を運搬を担当した人足が迂闊に地面に落としてしまった際、それを「不敬で万死に値する所業」と断じ、縁者・関係者を子供も含め全員死罪にすべきだと強硬に主張した。

### その他
三次
演 - 近藤芳正
小料理屋「たぬき」の主人。
かっては盗賊の一味だったが、錠前破りの与吉の助けで足をあらった。現在は忠相の人柄に惚れて密偵を務めている。
お秀
演 - 亜呂奈
小料理屋「たぬき」の女将。

## スタッフ
- 脚本 - （第1期）大西信行、神森万里江／（第2期）大西信行、尾西兼一、大原久澄、沢橋凜、小木曽豊斗／（第3期）大西信行、大原久澄、沢橋凜、岡崎由紀子／（2017年新春スペシャル）大西信行／（第4シリーズ）／（2019年新春スペシャル）／（第5、6、7シリーズ）尾西兼一、いずみ玲、朝比奈文すい ／（第8シリーズ）尾西兼一、いずみ玲、森脇京子
- 演出 -  矢田清巳、井上泰治（第1シリーズ）、山下智彦（第1、2、3、5、6シリーズ）、森本浩史（第1、4シリーズ）、金鐘守（第2シリーズ）、平田博志（第3シリーズ）、黛りんたろう（第4、6シリーズ）、西片友樹（第5シリーズ）、六車雅宣（第6、7、8シリーズ）、濱龍也（第7、8シリーズ）
- 音楽 - 山下毅雄、小笠原肇
- オープニングテーマ曲 - 由紀さおり[注 7]
- CG制作 - 平興史
- 殺陣指導 - 清家三彦
- 語り - てらそままさき[注 8]
- 題字 - 朝比奈宗源
- 撮影 - （第1期）安田雅彦、山本辰也、津田宗幸／（第2期）安田雅彦、津田宗幸、山本辰也、山口哲史／（第3期）山本辰也、津田宗幸、山口哲史／（2017年新春スペシャル）津田宗幸
- 美術 - （第1期）辻野大、山下謙爾／（第2期）辻野大、小出憲、吉澤祥子／（第3期）吉田孝、小出憲／（2017年新春スペシャル）吉澤祥子
- 照明 - （第1期）土居欣也、沢田敏夫、宇山智久／（第2期）土居欣也、伊藤伸治／（第3期）土居欣也、伊藤伸治／（2017年新春スペシャル）土居欣也
- 音声 - 中川清、佐藤茂樹
- 編集 - 乾栄司、長尾泰治
- 記録 - （第1期）内藤幸子、小川加津子、西村直美、西岡智子／（第2期）内藤幸子、小川加津子、西村直美／（第3期）西村直美、内藤幸子／（2017年新春スペシャル）内藤幸子
- 撮影協力 - （第1期）日本民家集落博物館
- 制作統括 - 白石統一郎（C.A.L）、鹿島由晴（NHK・第1期）、原林麻奈（NHK・第2〜3期）、真鍋斎（NHKエンタープライズ・第1〜2期）、吉永証（NHKエンタープライズ・第3期、2017年新春スペシャル）、樋渡典英（NHKエンタープライズ・第5シリーズ）、山本敏彦（NHK・2017年新春スペシャル、2019年スペシャル、土屋勝裕（2019年スペシャル）、吉永証（NHK・第5シリーズ）、磯智明（NHK・第7シリーズ）、後藤高久（NHKエンタープライズ・第7シリーズ）、本木一博（NHK・第8シリーズ）、落合将（NHKエンタープライズ・第8シリーズ）
- 制作協力 - 東映太秦映像、東映京都スタジオ、東映京都撮影所
- 制作 - NHKエンタープライズ
- 制作・著作 - NHK、C.A.L

## テーマ曲
テーマ曲は山下毅雄作曲によるオリジナル版の楽曲が新編曲・録音を経て使用された。コーラスは由紀さおりが担当している。
レギュラー放送版の音源はオリジナル時代（1部～15部）と同一サイズの編集だが、スペシャル版ではAメロの繰り返し回数を増やして全体を長くすることで、スペシャル用の出演者・スタッフ表記に対応している。

## 関連番組
- あなたの知らない!江戸のヒーロー・大岡越前（2016年1月8日 20時 - 20時45分、NHK BSプレミアム）
出演 - 東山紀之、松原智恵子、ミムラ、ペリー荻野、金谷俊一郎、神田蘭
司会 - 石井正則、岩槻里子
語り - 冨永みーな
2016年1月からの第3シリーズ放送開始に先駆け、1月8日（再・1月10日）に、「あなたの知らない!江戸のヒーロー・大岡越前」[19]が放送された。同番組では石井正則と岩槻里子（NHK京都放送局）を進行役、ゲストに松原、ミムラと、ペリー荻野、金谷俊一郎、ナビゲーターとして神田蘭を招き、東映太秦映画村にある収録セットを会場に、大岡忠相の知られざる人柄やゆかりの地を訪ねるレポートと、第3期の見所を紹介した。

## 関連商品

### Blu-ray/DVDボックス（第1期）
2014年4月30日より、発行元をNHKエンタープライズ、販売元をバップにして、Blu-ray BOX及びDVDボックスが発売。
- スペシャル時代劇 大岡越前 Blu-ray BOX （ディスク5枚：JAN 4988021759304）
- スペシャル時代劇 大岡越前 DVD BOX （ディスク5枚：JAN 4988021158282）

### オリジナルとの比較に関する注記
1. ↑  由夏は、オリジナルの猿の三次（第5部を除く）役だった松山英太郎の実子。
2. ↑  演出の矢田清巳は、オリジナルでも助監督・監督を経験。
3. ↑  演出の井上泰治は、オリジナルでも脚本・助監督・監督を経験。
4. ↑  左は、オリジナルの第12部以降で密偵・丁の目の半次役で出演。
5. ↑  薗田は、オリジナルの第8部から第12部まで水すましの源五郎役で出演。
6. ↑  杉田はオリジナルにて、第4部ではお光、第5部ではおうめ、第9部ではおとみ、第13部ではおりんとしてそれぞれゲスト役を演じた（第4部と第5部時点では子役時代）。
7. ↑  高井は、オリジナルの第7部から2時間（最終回）スペシャルまで、小石川養生所所員（高木保之進）を演じた。
8. ↑  西岡は、オリジナルの第12部と第13部で準レギュラーの吟味与力・片平弥平次を演じた。
9. ↑  演出の金鐘守は、オリジナルでも助監督・監督を経験。
10. ↑  根本は、オリジナルの第7〜14部、2時間（最終回）スペシャルで小石川養生所の女医・志保を演じた。
11. ↑  翻案元の第15部第22話「餅騒動の名裁き」の脚本・沢橋凜が同じく脚本を担当。
12. ↑  芦田昌太郎は、オリジナルの猿の三次（第5部を除く）役だった松山英太郎の実子で母方の祖父芦田伸介の養子、オリジナルの2時間（最終回）スペシャルでは、岡っ引き・英太を演じた。
13. ↑  沢田亜矢子は、オリジナルの第4部で、小石川養生所を手伝うお千代を演じた。
14. ↑  原田大二郎は、オリジナルの第3部では池田大助役、また第12〜13部では筧甚八役で出演した。
15. ↑  加藤剛は、オリジナルでは大岡忠相（大岡越前）役で出演していた。
16. ↑  中野誠也は、オリジナルの第13部で火付盗賊改方頭・永松左兵衛役で出演した。
17. ↑  伊東達広は、オリジナルの第10部から最終回2時間スペシャルまでゲスト出演多数。
18. ↑  西郷輝彦は、オリジナルの第6部、第14部～第15部で蘭方医・結城新三郎役で出演した。

### その他の注記
1. ↑  第3部の放送に先立ち第1・2部の6回分が「BS時代劇」枠にて2013年11月15日から12月20日（再・11月17日から12月22日）にアンコール放送がされた。
2. ↑  吉宗の立場を考え、榊原伊織に協力してもらい吉宗と思い込んでいる人物として裁きを下して釈放した
3. ↑  オリジナルでは、配役名なしで出演多数。
4. ↑  加藤頼は、ナショナル劇場「大岡越前」で主演を務めた加藤剛の次男で、同作に同心・岬大介役で出演している。
5. ↑  第4期と2019年スペシャルの間の2018年に「ミムラ」から「美村里江」に改名[17]。
6. ↑  2021年スペシャルと第6期の間の2021年に「加弥乃」から「中村加弥乃」に改名。
7. ↑  山下作曲の原曲に由紀が新たにスキャットをレコーディングしたものが使われている。
8. ↑  てらそまは、ナショナル劇場「大岡越前」に同心・夏目甚八役で出演している。
9. ↑  前半は忠相が山田奉行時代の話で、第1部第1話の吉宗を捕らえる話と、南町奉行就任の内容の話で、後半は、「奉行に就任したので宜しく」というシーンと第14部第2話の内容の話に移行する。
10. ↑  冒頭の「ヴェニスの商人」の翻案のお裁きは、オリジナルの第14部第15話「牛も唸った大岡裁き」でも使われた。
11. ↑  元々は、映画「汚れた顔の天使」の翻案。
12. ↑  本放送のタイトルは「町火消誕生」だが、公式サイトなどでは「町火消し誕生」と記載。ここでは、本放送のタイトル表示に沿った。
13. ↑  お裁きは、1回目は落語の「五貫裁き」、2回目は「大工調べ」を翻案している。また、翻案元の第6部第16話「因業大家と人情大工」の助監督・金鐘守が演出を担当した。
14. ↑  幾世が登場する件は、落語（人情噺）の「紺屋高尾」と、「紺屋高尾」にオチをつけた「幾代餅」を組み合わせて翻案している。
15. ↑  徳川宗春の官位は、劇中「大納言（尾張大納言）」とされているが権大納言は没75年後に贈位されており、権中納言が本来は正しい。
16. ↑  落語（人情噺）「芝浜」の翻案
17. ↑  大岡政談「小間物屋彦兵衛」（権三助十）